# 松浦侑加
松浦 侑加（まつうら ゆうか、1996年6月17日 - ）は、宮崎県小林市出身のハンドボール選手。日本ハンドボールリーグのソニーセミコンダクタマニュファクチャリング所属。

## 経歴
小林市立三松中学校時代は2011年の第20回JOCジュニアオリンピックカップで優秀選手に選出。
中学卒業後は宮崎県立小林秀峰高等学校へ進学。2012年は日本代表U-16に選ばれた。
2013年は第5回女子ユースアジア選手権の日本代表U-18に選出された。
高校卒業後は環太平洋大学へ進学。2015年の中四国学生ハンドボール選手権春季リーグではベストセブンに選出。秋季リーグでは最優秀選手に選ばれた。
2017年は春季リーグで得点王となる33得点を挙げ、最優秀選手賞を受賞。秋季リーグでも得点王のタイトル（24得点）を獲得し、ベストセブンに選出。西日本学生ハンドボール選手権大会では優秀選手に選出された。
2019年に日本ハンドボールリーグのソニーセミコンダクタマニュファクチャリングへ加入。
2023年2月、選手引退を表明。
2023年10月、鹿児島県代表として、かごしま国体に出場。
国体が閉幕した後の10月24日、選手復帰を発表。

## 詳細情報

### 年度別成績
| 年       | チーム   | 試合 | フィールド 得点 | 率   | 7m    | 合計  | 警告 | 退場 | 失格 |
| -------- | -------- | ---- | --------------- | ---- | ----- | ----- | ---- | ---- | ---- |
| 2019-20  | ソニー   | 14   | 2/9             | .222 | 1/2   | 3/11  | 0    | 0    | 0    |
| 2020-21  | ソニー   | 11   | 7/13            | .538 | 14/20 | 21/33 | 0    | 0    | 0    |
| 2021-22  | ソニー   | 5    | 3/5             | .600 | 7/10  | 10/15 | 0    | 0    | 0    |
| 2022-23  | ソニー   | 15   | 12/27           | .444 | 7/12  | 19/39 | 0    | 2    | 0    |
| JHL：4年 | JHL：4年 | 45   | 24/54           | .444 | 29/44 | 53/98 | 0    | 2    | 0    |

### 記録

#### 日本ハンドボールリーグ
- フィールドゴール初得点：2017年11月4日、対飛騨高山ブラックブルズ岐阜戦（下呂交流会館）[13]
- 7mスロー初得点：2018年9月24日、対プレステージ・インターナショナル アランマーレ戦（アルビス小杉総合体育センター）[14]

### 背番号
- 20 (2019 - 2023年)

## 代表歴

### 日本代表U-18
- ユースアジア選手権 (2013年)

### 日本代表U-16
- 日韓スポーツ交流 (2012年)